# 重水素化テトラヒドロフラン
重水素化テトラヒドロフラン（じゅうすいそかテトラヒドロフラン、英: Deuterated tetrahydrofuran）は、テトラヒドロフランの同位体置換体（英: isotopologue）であり、標準状態で無色の液体である。テトラヒドロフラン中の水素原子（H）が同位体である重水素（D）に置換されている。